# Lepophidium jeannae
Lepophidium jeannae är en fiskart som beskrevs av Fowler, 1941. Lepophidium jeannae ingår i släktet Lepophidium och familjen Ophidiidae. Inga underarter finns listade i Catalogue of Life.